# 크레이그 퍼거슨
크레이그 퍼거슨(Craig Ferguson, 1962년 5월 17일 ~ )은 미국의 배우이다.

## 출연 작품
- 드래곤 길들이기 3 - 고버 역 (목소리)